# Rieti
Rieti (antigament Reate) és una ciutat d'Itàlia, a la regió del Laci, província de Rieti, amb uns 50.000 habitants. Els historiadors antics li deien «el melic d'Itàlia» per trobar-se al centre geogràfic del país. Va ser una de les principals ciutats sabines.

## Situació

### Geografia
Rieti es troba en una plana elevada a 405 m sobre el nivell del mar, a la vora d'un antic llac molt gran (el Lacus Velinus), el qual ha evolucionat amb el pas dels anys fins a quedar transformat en tres petits llacs anomenats: Piediluco, Ripasottile i Lungo, i una cascada (Cascata delle Marmore). Els llacs Ripasottile i Lungo formen part d'un parc considerat reserva natural. Les muntanyes que envolten la plana on es troba Rieti són: El mont Terminillo i les muntanyes de Rieti, que formen part de la serralada de les Muntanyes sabines. El territori municipal té una extensió de 206 km², una part del qual està regat pel riu Velino. Al sud de la ciutat, tot just fora la zona habitada, hi ha una font natural anomenada de Cottorella rica en elements oligominerals.
La natura del terreny fa que estigui classificat com una zona d'elevat risc hidrogeològic. Pel que fa al risc de moviments sísmics és de categoria mitjana, nº2.

### Localitats veïnes
La localitat limita amb els següents municipis:Belmonte in Sabina, Cantalice, Casperia, Castel Sant'Angelo, Cittaducale, Colli sul Velino, Concerviano, Contigliano, Greccio, Longone Sabino, Micigliano, Monte San Giovanni in Sabina, Montenero Sabino, Poggio Bustone, Rivodutri, Roccantica, Stroncone (TR), Terni (TR), Torricella in Sabina

## Organització
La ciutat està organitzada en 21 districtes: Case San Benedetto, Casette, Castelfranco, Cerchiara, Chiesa Nuova, Cupaello, Lisciano, Lugnano, Maglianello, Moggio, Piane di Poggio Fidoni, Piani di Sant'Elia, Piè di moggio, Poggio Fidoni, Poggio Perugino, San Giovanni Reatino, Sant'Elia, Vaiano i Vazia.

## Història

### Prehistòria
Segons la llegenda el seu nom és degut al fet que va ser fundada per la deessa Rea durant l'edat del ferro, entorn dels segles IX-VIII aC. Probablement en els seus orígens les terres de la rodalia de Rieti van ser poblades pels umbris i van ser després ocupades pels aborígens. Després es van refugiar els habitants de Lista i un temps més tard el territori va ser ocupat pels sabins.

### Edat Antiga
Reate fou una antiga ciutat de Sabínia i una de les principals del poble dels sabins. Era situada a la via Salària a uns 70 km de Roma a la vora del riu Velinus. No apareix a la història fins que els sabins foren sotmesos pels romans i reberen la ciutadania el 290 aC. A la Segona Guerra Púnica el 211 aC Hanníbal va passar davant la ciutat quan marxava contra Roma o quan es retirava de la ciutat. En aquest temps va tenir freqüents disputes amb Interamna (54 aC) per la qüestió del Llac Velinus, i la ciutat va demanar el patronatge de Ciceró amb el que va resoldre els seus problemes i va recuperar la seva prosperitat. Durant l'imperi va recuperar la seva condició de municipi amb magistrats propis. Amb Vespasià s'hi van establir nombrosos veterans però sense adquirir el títol de colònia. Se sap que a la rodalia hi havia un balneari d'aigües minerals o termals conegut per Septem Aquae.

### Edat mitjana
Al segle x va ser saquejada pels sarraïns, però després (1109) va ser reconstruïda i es va convertir en seu bisbal. En aquesta època el seu nom es va convertir en Rieti.
El segle xii va ser una època de prosperitat. L'any 1223 va passar a la història per la realització per Sant Francesc d'Assís del primer pessebre vivent al santuari de Greccio. El 29-V-1289, Carles d'Anjou, fill de Carles I d'Anjou, germà del rei de França Lluís IX el Sant, va ser coronat a la catedral de la ciutat com a Rei de Puglia, de Sicília i de Jerusalem pel Papa Nicolau IV.

### Del Renaixement fins a l'actualitat
Fou part del ducat de Spoleto. El papa en va fer una de les seves residències secundàries principals. El domini feudal fou pels Orsini, després pels Sant'Eustachio i pels Savelli. El 1354 el cardenal Albornoz va entrar a la ciutat i després la senyoria va passar als Alfani, com a feudataris del papa. Les famílies principals com els Colonna, els Savelli i més tard els Barberini i els Borghese van construir molts eidificis i van cridar els millors arquitectes: Sangallo el 1545 i després Giovanni Fontana a final de segle. Sota els francesos formà part de la República d'Itàlia i Regne napoleònic d'Itàlia i el 1815 va passar altra vegada al Papa i fou inclosa a la província de Perusa (1816). La pobresa va fer aparèixer el bandidatge. El 1860 va passar a Itàlia i fou inclosa a l'Úmbria, i al Laci el 1923; la província de Rieti es va crear el 1927.

## Edificis d'interès històric

### Arquitectura religiosa

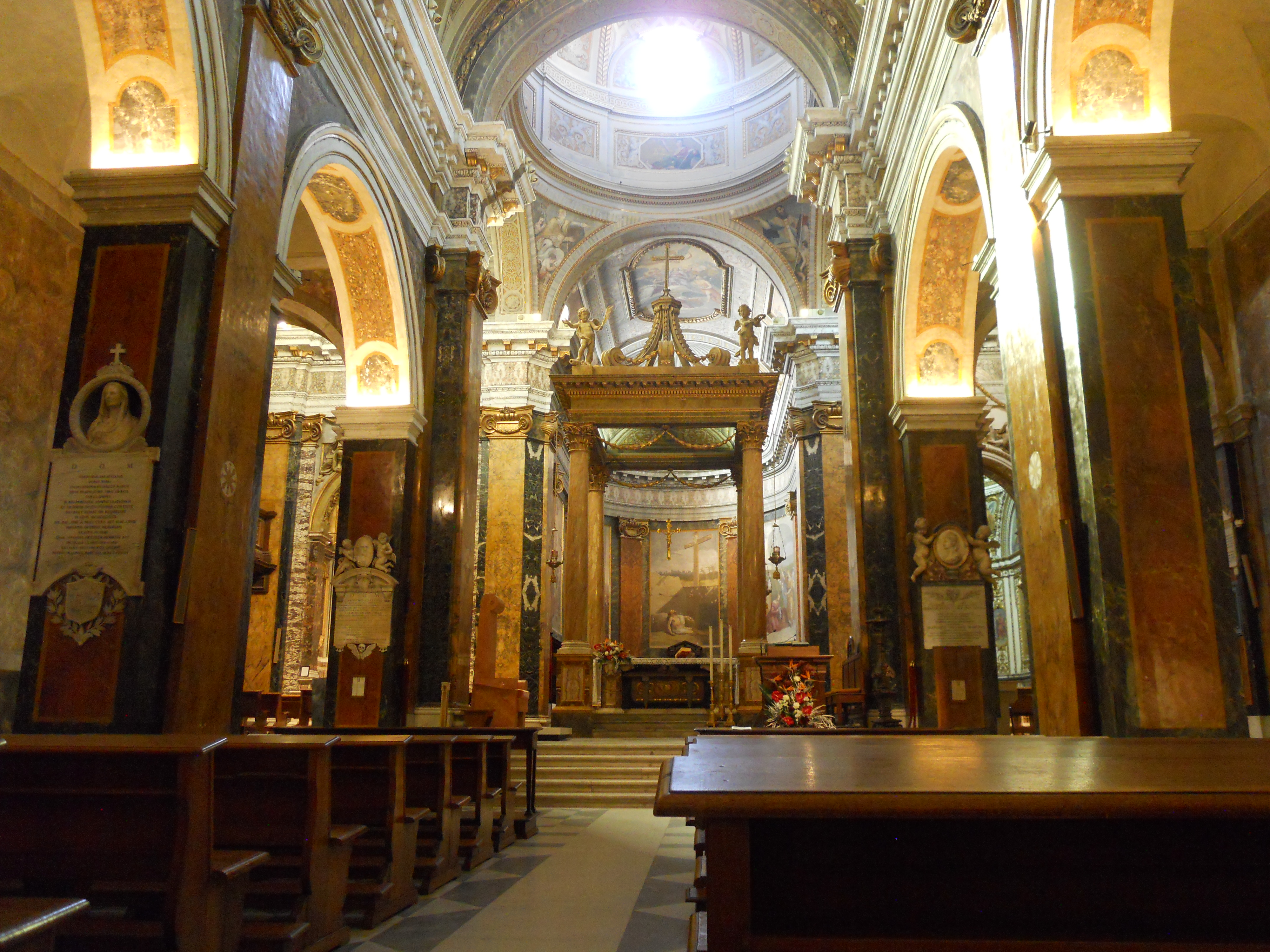
Interior de la catedral

A Rieti hi ha moltes construccions de caràcter religiós, les més destacades són:
- La catedral, dedicada a la Verge, iniciada l'any 1109 en estil romànic i reconstruïda després en estil barroc.
- Església de Sant Antoni Abat, encomanada el 1570 a Jacopo Vignola.
- Església de Sant Agostí, del segle xiii en estil romanicogòtic.
- Església de Sant Domènec, iniciada al segle xiii pels frares dominics i reconstruïda al segle xvii. Destaca el seu orgue anomenat "orgue de Dom Bedos-Roubo".
- Església de Sant Francesc, del segle xiii, va ser lleugerament afectada pel terratrèmol del 1898.
- Església de Sant Ruf, iniciada el 1141 i reconstruïda el 1748. Considerada el Umbilicus Italiae,
- Església de Santa Escolàstica, del 1698, actualment està desconsagrada i és l'auditori Varrone.
- Església de Sant Pere màrtir, feta el 1266 pels monjos cistercencs. Destaca la portalada del 1546, obra de Giacomo da Locarno i de Stefano da Como.

Altres esglésies de la ciutat són:
- Església de Santa Agnès (1499, remodelada el 1748).
- Església de Santa Llúcia
- Església de Sant Eusanio
- Església de Sant Benet
- Església de l'Hospici Cerroni Vincenti-Mareri
- Església de Santa Caterina
- Església de Sant Josep
- Església de Sant Vicenç Ferrer
- Església de Sant Pau
- Església de Sant Jordi
- Església de Santa Clara
- Església de Sant Miquel
- Església de Sant Nicolau
- Església de Santa Maria al Corso
- Església de Sant Llibert
- Església de Sant Donato
- Església de Santa Maria del Cor

### Arquitectura civil

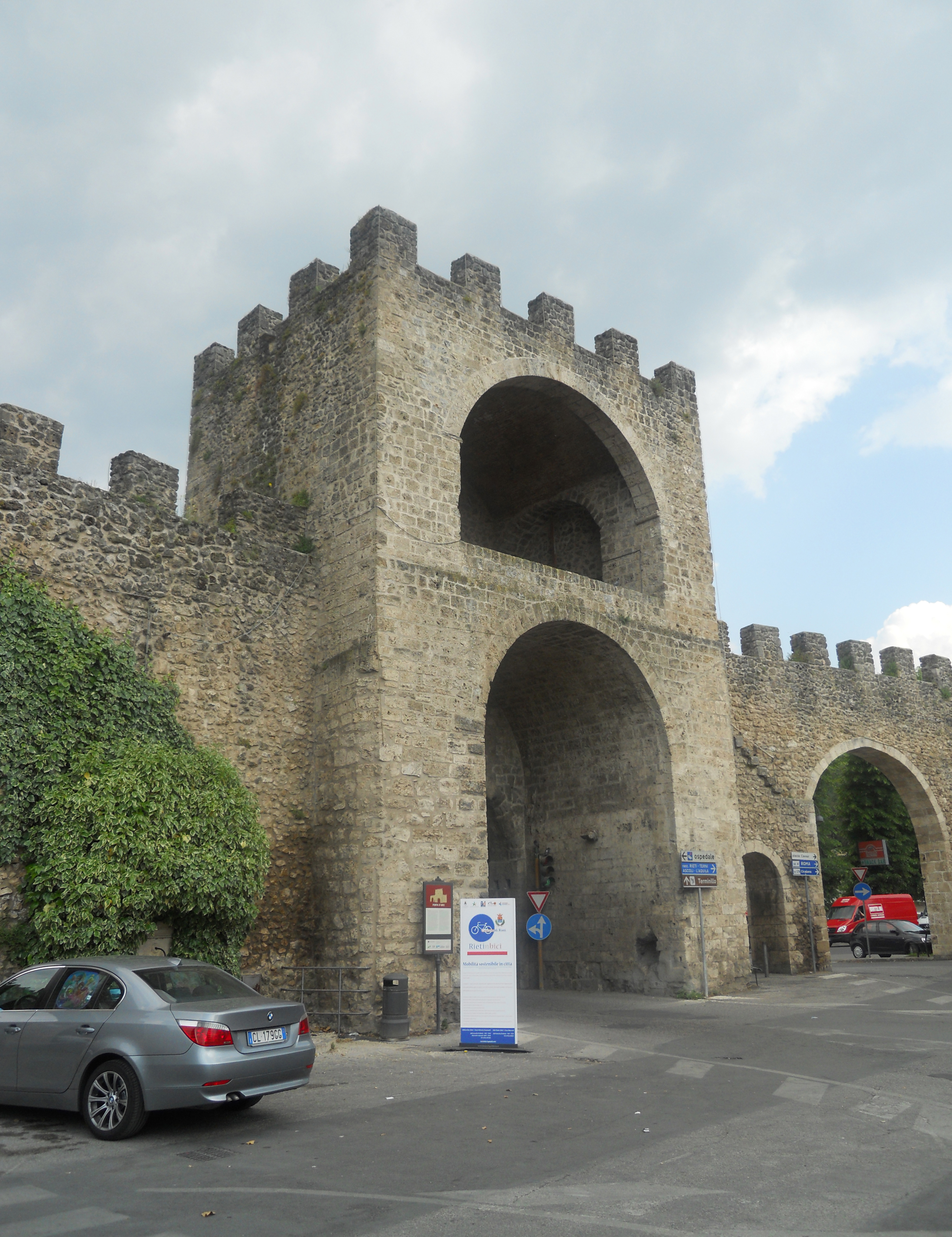
Muralla i Porta d'Arci, per la banda interior.

- La muralla medieval i les seves portes.
- El palau bisbal (també dit palau del Papa), del segle xiii, d'estil gòtic.
- Palazzo Dosi Delfini, actualment ocupat per una entitat bancària.
- Palazzo Comunale o ajuntament.
- Palazzo Potenziani, actualment és l'oficina d'una entitat bancària.
- Palazzo Vincentini, actualment seu de la prefectura i els antics jardins del palau són des de 1927 jardins públics.
- Palazzo Vecchiarelli, de final del segle xvi.
- Teatre Flavio Vespasiano, famós per la seva acústica.[9]
- Palau Ricci, d'arquitectura neoclàssica.
- Palau del seminari, iniciat al segle xiii, ampliat al segle xvi i restaurat el 1964.
- Font dels dofins
- Monument nacional a la Lira italiana.

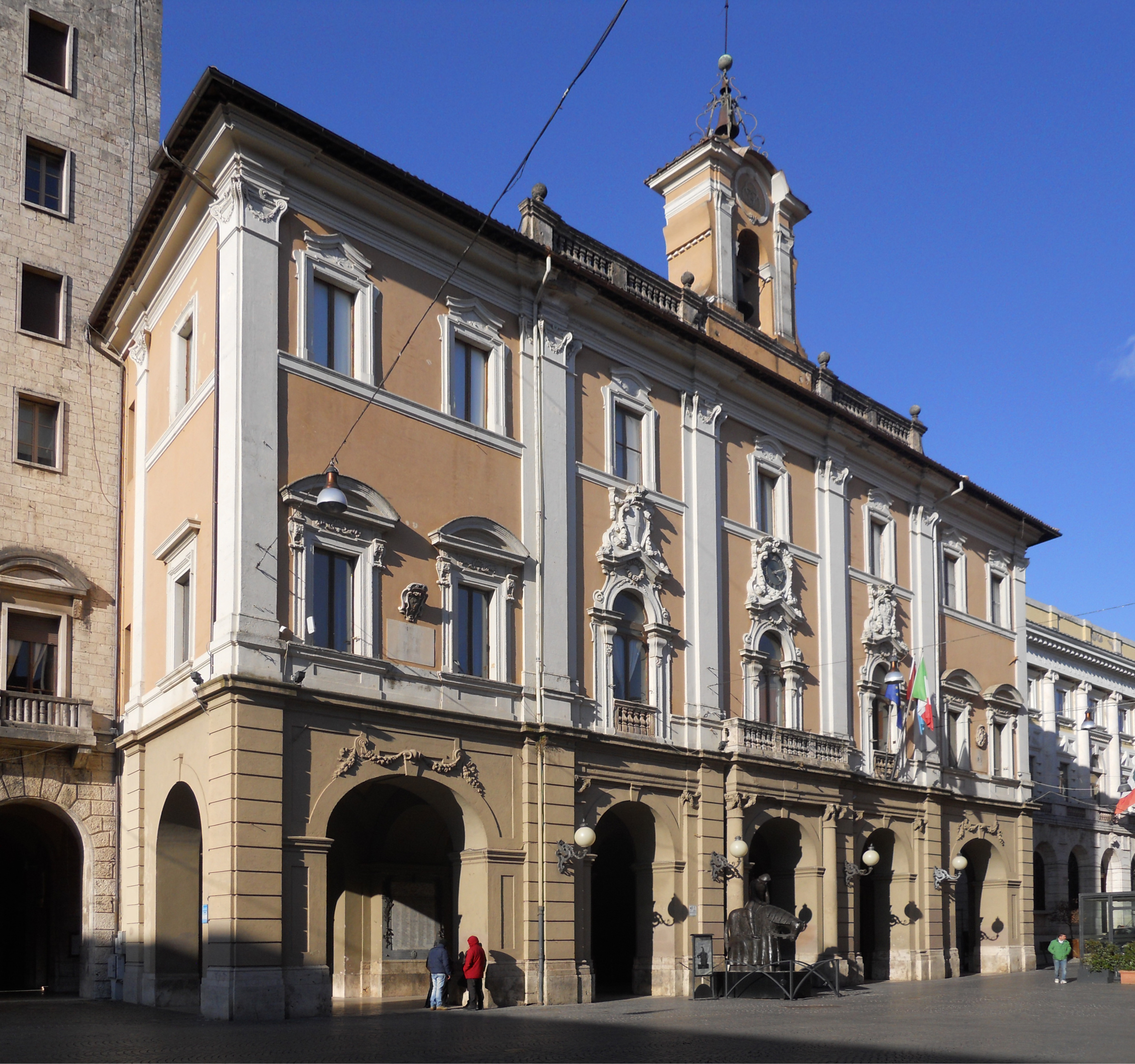
Palazzo Comunale (Ajuntament)

### Jaciments arqueològics
- Restes d'un pont del segle iii.
- Rieti subterrània, un passeig per túnels baix la ciutat que formaven part de l'antiga via salaria.

## Ciutats agermanades
Rieti està agermanada amb:
- Itō, (Japó), des del 1985
- Saint-Pierre-lès-Elbeuf, (França), des del 2005[10]
- Nordhorn, (Alemanya), des del 2010[11]

## Personatges històrics

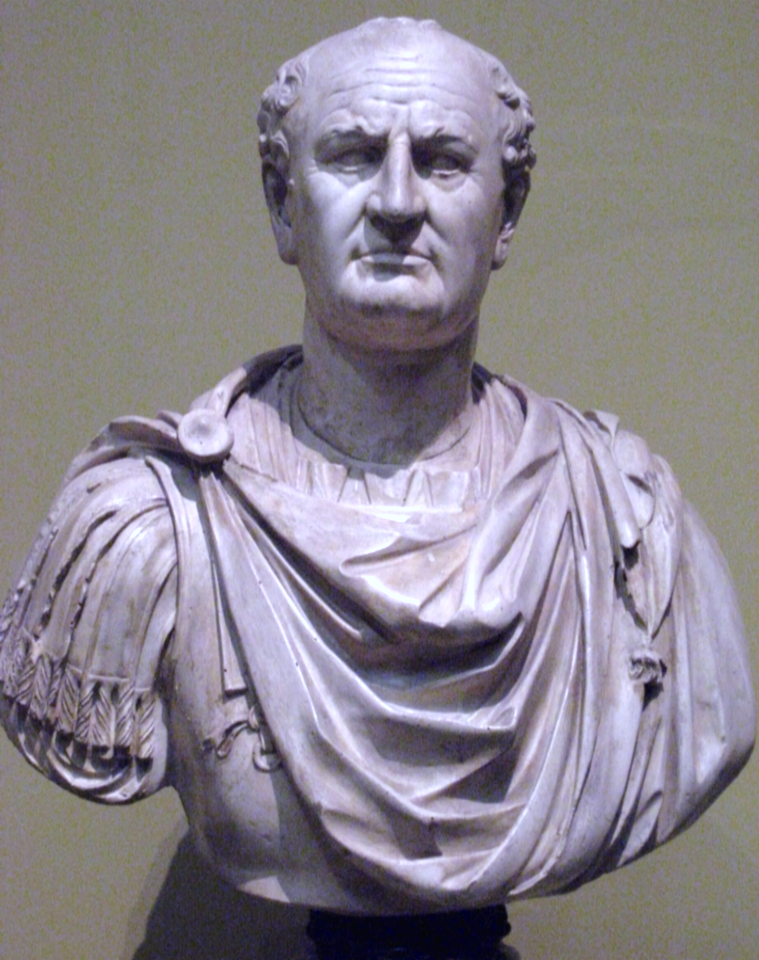
Tit Flavi Vespasià, emperador

Alguns personatges històrics nascuts a Rieti són:
- L'emperador Vespasià.
- Marc Terenci Varró, escriptor i militar romà.
- Papa Gregori IX
- Eugenio Garin, filòsof
- Carlo Jucci, científic, considerat un dels pares fundadors de la genètica.
- Matteo Ferri, ornitòleg del segle xv.
- Nazzareno Strampelli, agrònom i pare de la biogenètica.
- Giovanni Agamennone, geòleg i sismòleg.
- Giuseppe Pennesi, geògraf.
- Celestino Rosatelli, enginyer aeronàutic.
- Elio Augusto Di Carlo, metge, naturalista, ornitòleg i historiador.
- Lorenzo Biani (1740-1814), compositor musical

## Economia
Des de la construcció del canal de Donato, la ciutat ha tingut una economia pròspera basada en l'agricultura, especialment el conreu de: vinyes, oliveres i un tipus de blat especial que porta la denominació "Rieti". Antigament també va ser important el conreu de l'herba del pastell emprada per fer tintures.
La indústria té presència a la ciutat amb el sector tèxtil (teixits sintètics); i amb la producció de sucre refinat. En els darrers anys s'ha iniciat la indústria de producció de cèl·lules fotovoltaiques i de recerca i investigació en el sector aeroespacial.